# Die Rhöner Säuwäntzt
Die Rhöner Säuwäntzt sind eine Skiffle-Bluesband aus Eichenzell-Lütter in der hessischen Rhön. Sie spielen in der Besetzung Martin Caba (Mandoline, Mundharmonika, Gesang, Moderation), Christoph Günther (Teekistenbass, Gesang) und Christoph Leipold (Waschbrett, Milchkanne, Gesang) Skiffle-Blues in Rhöner und hessischer Mundart. Der mundartliche Begriff Säuwäntzt bedeutet Schweinebäuche, man bezeichnet damit aber auch ungezogene Kinder.

## Geschichte
Die Idee zur Band entwickelte sich aus der Absicht heraus, so wie die Arbeiter auf den Baumwollfeldern einfach nach der Arbeit zum Spaß auf der Veranda den Blues zu spielen, ohne Virtuosität, dafür aber mit möglichst viel Herz. Die Bandmitglieder entstammen dem Arbeitermilieu. Die Erlebnisse des realen Arbeitsalltags mit all ihren Schikanen und der in der Arbeitswelt herrschenden Willkür und den Widersprüchen werden in den Liedtexten verarbeitet. Der Blues wurde als Stilrichtung gewählt, weil er einem vergleichbaren sozialen Hintergrund entstammt.
Ihr erstes Konzert gaben sie am 4. Juni 1994 auf dem Bahnhofsvorplatz in Fulda. Die Resonanz war dabei so überraschend gut, dass daraus ein dauerhaftes Bandprojekt entstand.

## Musik und Bühnenshow
Die Musik von den Baumwollfeldern der Rhön ist der Kleinkunstszene zuzurechnen und enthält eine deutliche Spur von Comedy und Klamauk.
In den Liedtexten begibt sich der Sänger in die Rolle des Jungen vom Lande, um Themen aus der Arbeitswelt, der Politik und dem menschlichen Zusammenleben aufs Korn zu nehmen. Ein weiteres prägendes Merkmal sind die Erzählungen von ländlich geprägten, bisweilen derb-drastischen Begebenheiten, die einen breiten Raum bei den Auftritten einnehmen. Das Bühnenbild mit der bäuerlichen Kostümierung (Cordhosen, breite Hosenträger und Holzschuhe) und den traditionellen Instrumenten des Skiffle lässt an vergangene Zeiten denken und dient der Untermalung der von der Band verbreiteten Legende, der Blues sei auf den Baumwollfeldern der Rhön entstanden (wobei weder die Baumwollfelder noch der Ursprung des Blues historisch dort zu finden sind).
In der CD Ballerwantzt am Guckaisee haben sie ihren musikalischen Stil mit Elementen aus dem Pop/Schlager angereichert. Auf ihrer aktuellen CD, Die Frauenversteher, kehren die Säuwäntzt zu ihrem traditionellen Stil zurück. Sie basiert auf einer Liveaufnahme vom April 2008 und wurde im Oktober 2008 veröffentlicht. Sie thematisiert das Zusammenleben von Mann und Frau in einer Beziehung. Zudem finden sich einige Lieder, die u. a. das Brennen von CDs oder die aktuelle Politik kritisch beleuchten.
Dabei näherten sie sich mit ihren Liedern zwischenzeitlich Gruppierungen wie der Initiative Land schafft Verbindung an, deren Forderungen sie mit ihrem Lied Sie säen nicht, sie ernten nicht Nachdruck verleihen. Zu ihrem politischen Liedgut gehört auch das 2014 veröffentlichte Antiwindkraftlied, das über Soundcloud viral veröffentlicht wurde und in den Reihen von Antiwindenergieaktivisten für Nachhall sorgte. Auf ihrer Homepage platzierten sie zeitweise einen Link zum Bundesverband Rind und Schwein, einem Großagrarlobbyverband der Rind- und Schweinezüchter und bekennen sich zu konventioneller Landwirtschaft. Zu Weihnachten 2020 warben die Rhöner Säuwäntzt für eine Spendenaktion des Jesuitenpaters Heribert Müller für die Errichtung eines Schweinestalls für eine Landwirtschaftsschule in Mosambik. Die hier genannten Links wurden bei der Neugestaltung der Webseite nicht mehr verlinkt.
Seit dessen Gründung treten sie regelmäßig mit dem Weltklänge-Ensemble, einem interkulturellen Musikprojekt im Landkreis Fulda, auf.
Die Band hatte zahlreiche Einzelauftritte und Teilnahmen an Festivals. Ihr Publikum finden sie gleichermaßen auf alternativen Bluesfestivals wie auch auf Heimatabenden und bei Dorf- und Stadtfesten. Vielfach wurden die Konzerte in Hörfunk und Fernsehen übertragen.

Die Rhöner Säuwäntzt live im Oktober 2006
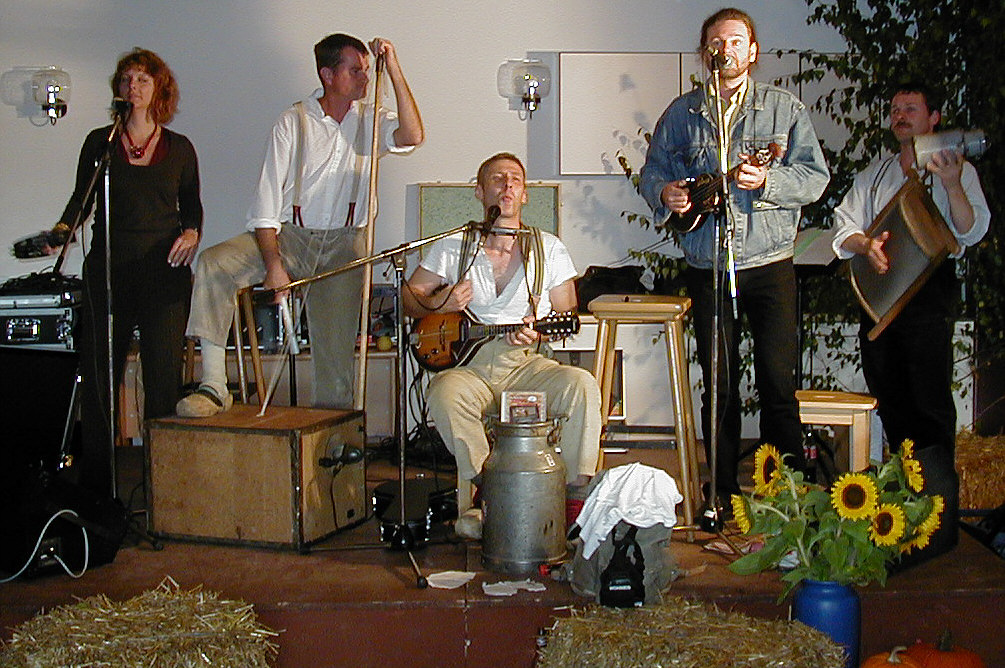
Session mit Freunden
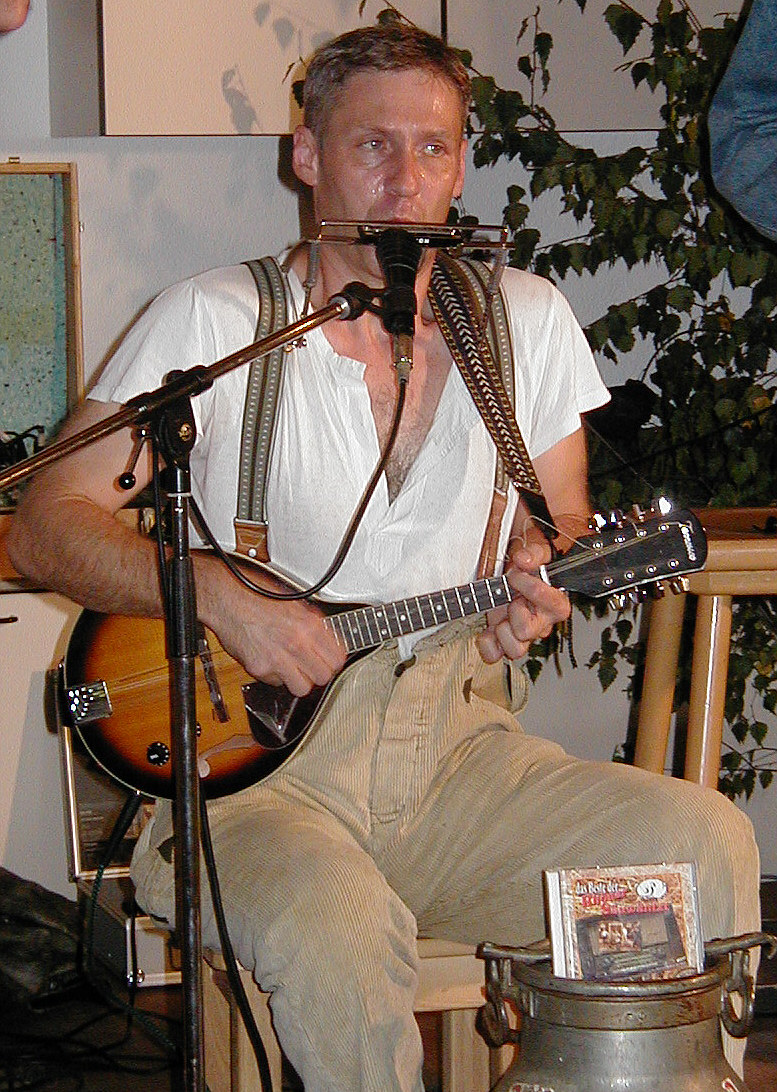
Frontman Martin Caba
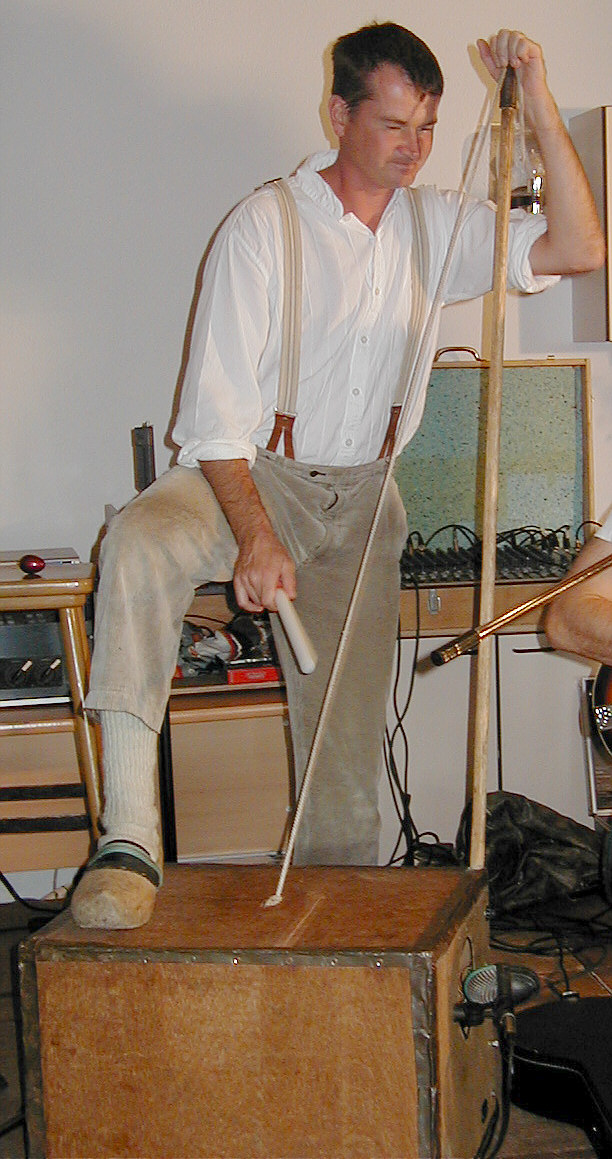
Christoph Günther am Teekistenbass
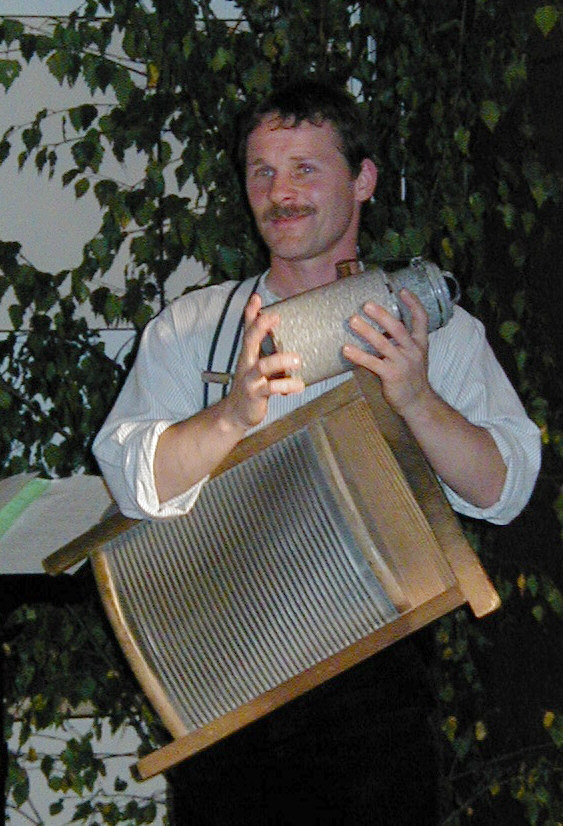
Christoph Leibold mit Waschbrett und Milchkanne

## Diskografie

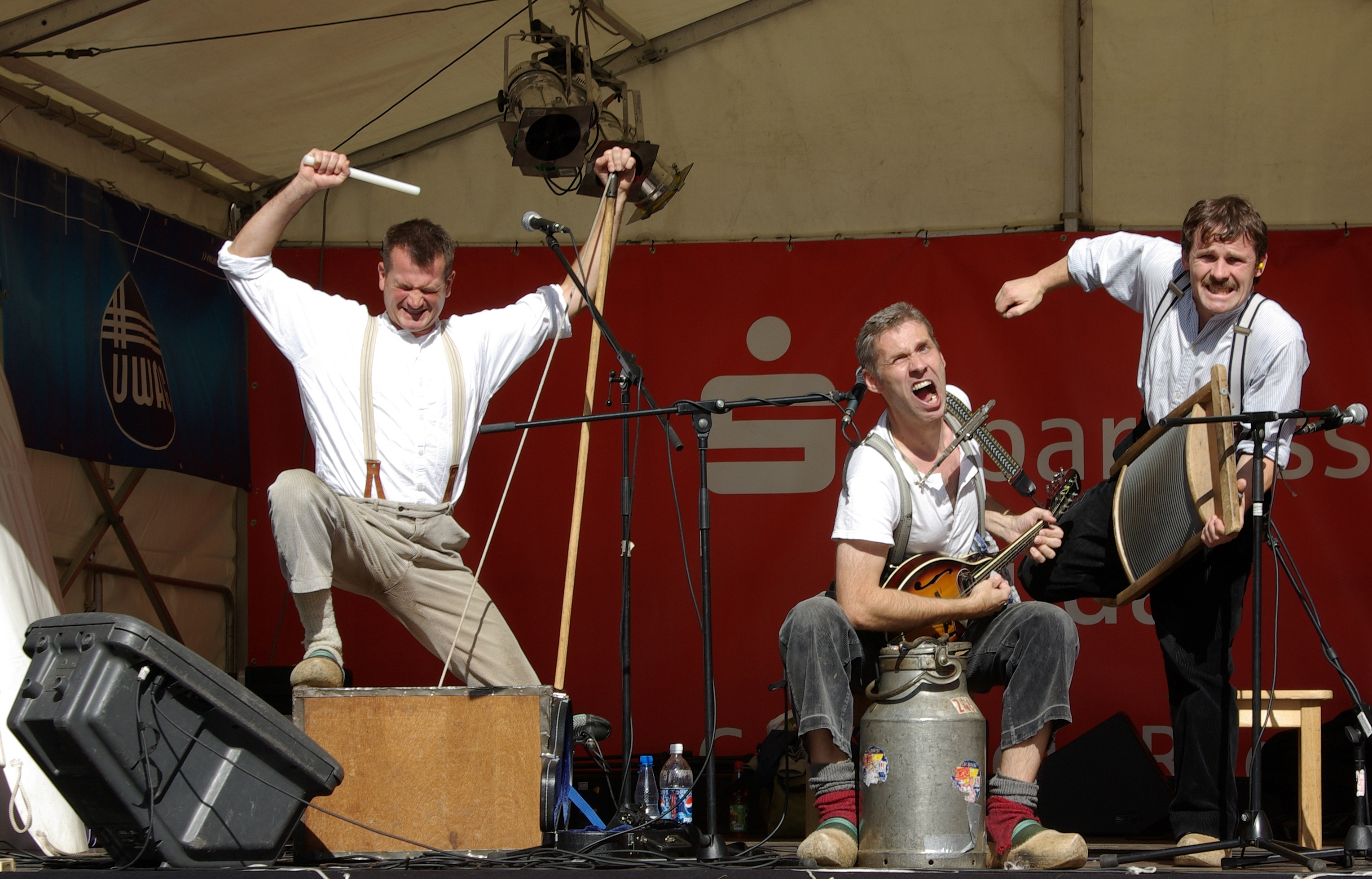
Die Rhöner Säuwäntzt live am 7. September 2008 beim City-Festival in Fulda.

- Die Rhöner Säuwäntzt (1995; Rhön Records)
- Die Indianer aus dem Biosphärenreservat (1997; Musikverlag Caba)
- Dorfweisheiten (1999; Musikverlag Caba)
- Die Botschafter der Rhön (2000; Musikverlag Caba)
- … das Beste aus 10 Jahren (2005; Musikverlag Caba), Sampler
- Ballerwantzt am Guckaisee (2006; Musikverlag Caba)
- Die Frauenversteher (2008; Musikverlag Caba)

## Auszeichnungen
- 1995: Fernsehwettbewerb Der hessische Löwe (laut TED 1. Platz bei der Vorentscheidung)
- 1999: Internationaler Straßenmusikwettbewerb Osnabrück (1. Preis)